# 八里交流道
八里交流道位於臺灣台64線的交流道，指標為1K，於2009年1月12日通車，形式為半套鑽石型（西出東入），連接台15線、市道105號，並可藉台15線通往台61線之八里三交流道。
|  | 1 八里 |  | 八里 |

## 周邊設施與景點
- 新北市八里區公所
- 新北市八里區衛生所
- 新北市八里區農會
- 新北市八里區八里國民小學
- 八里左岸公園
- 八里老街

## 外部連結
- 台64線八里二交流道、八里交流道示意圖 （页面存档备份，存于）（交通部公路總局）